# Inferno de Calgary

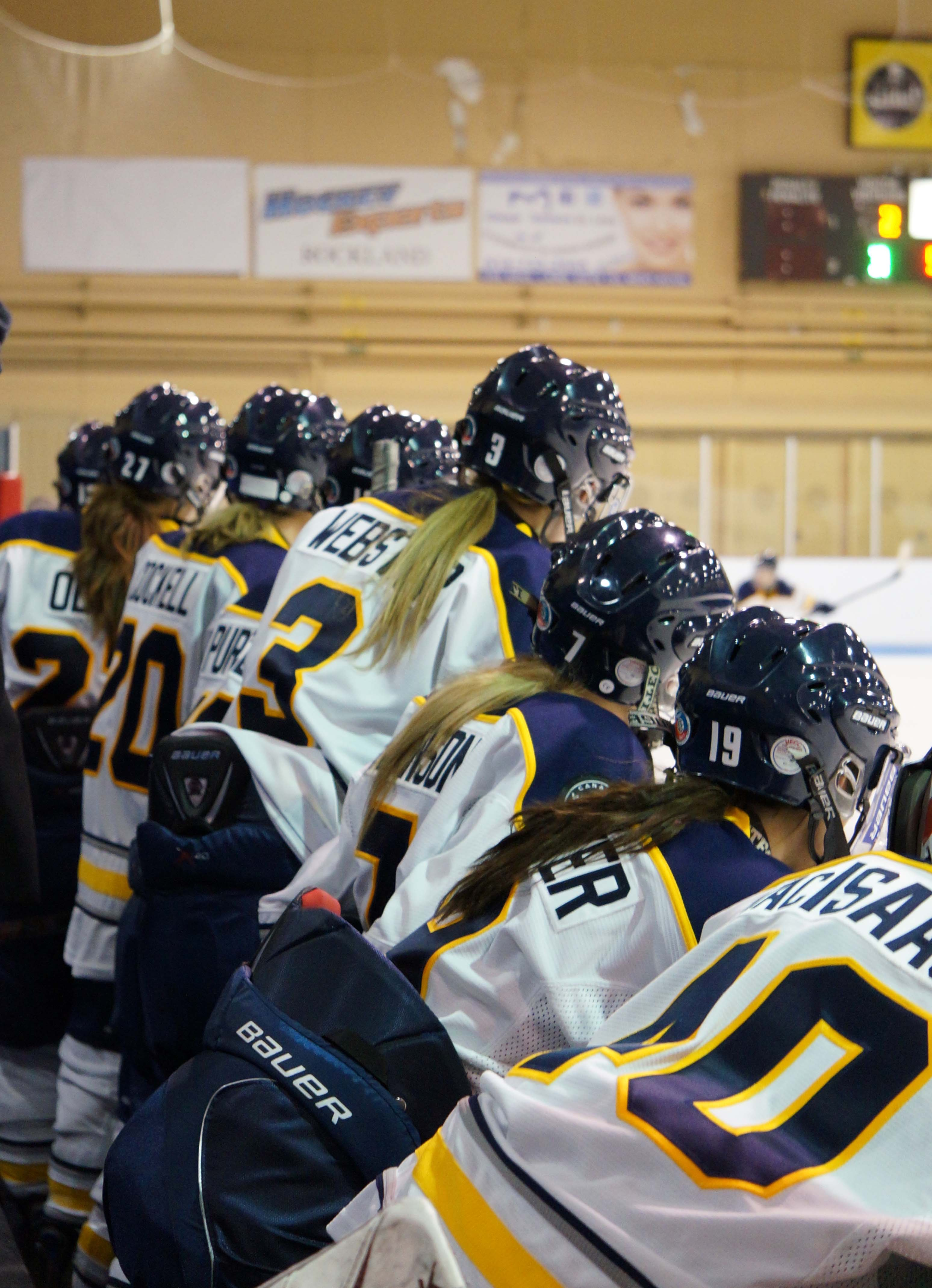
Les couleurs de l'équipe de l'Alberta sont le jaune, le noir et le blanc.

L'Inferno de Calgary (nommée l'équipe de l'Alberta et surnommé en anglais Alberta Honeybadgers, au cours de la saison 2011-2012) est une équipe féminine professionnelle de hockey sur glace siégeant à Calgary dans la province de l'Alberta, au Canada.
L'équipe évolue dans la Ligue canadienne de hockey féminin (LCHF) dans laquelle elle a remporté la coupe Clarkson en 2016 et 2019 et joue ses matchs à domicile au Centre Markin Macphail (faisant partie du WinSport's Canada Olympic Park, le Parc olympique Canadien situé à Calgary).

## Histoire
Le 19 avril 2011, la LCHF annonce que la province de l'Alberta recevra une équipe d'expansion pour la saison 2011-2012 à la suite de la fusion de deux anciennes équipes de la Ligue féminine de hockey de l'Ouest (en anglais, Western Women's Hockey League ou WWHL). Les équipes des Chimos d'Edmonton et des Rockies de Strathmore fusionnent et la directrice générale des Rockies Samantha Holmes-Domagala s'occupe des besoins de l'équipe d'expansion.
Le 21 juillet 2011, la philanthrope Joan Snyder fait don de 2 millions de dollars au Canadian Winter Sport Institute qui gère le Parc national olympique du Canada. L'objectif est de permettre un accès à une patinoire qui soit prioritaire pour les joueuses de hockey et d'aider à la création de l'équipe de l'Alberta dans la LCHF. Une partie de la donation porte sur la création de l'Athletic and Ice Complex au sein du Parc national. Ce complexe sportif devient le domicile du Hockey Canada et comprend 4 patinoires, dont une nommée la patinoire Joan Snyder,. L'équipe bénéficie de temps d'entrainement gratuit et d'un vestiaire dédié, et la patinoire Joan Snyder devient la patinoire à domicile de l'équipe. En 2014, les patinoires sont intégrées dans un complexe plus grand nommé le Centre Markin Macphail contenant un gymnase, un centre médical, une école de sport, etc.
En préparation de sa première saison dans la LCHF, l'équipe sélectionne plusieurs joueuses lors d'un repêchage d'expansion tenu le 21 juillet 2011 à Mississauga.
| Choix dans le repêchage | Joueuse                             | Lieu de naissance                 | Équipe précédente                                 |
| 3                       | Meaghan Mikkelson (défenseur)       | Saint Albert, Alberta             | Équipe Nationale du Canada                        |
| 9                       | Bobbi-Jo Slusar (défenseur)         | Swift Current, Saskatchewan       | Équipe Nationale du Canada                        |
| 15                      | Keely Brown (Gardienne de but)      | Edmonton, Alberta                 | Lady Blues de l'université de Toronto (U sports)  |
| 21                      | Jill MacIsaac (Gardienne de but)    | Timberlea, Nouvelle-Écosse        | Huskies de Sainte-Marie (U Sports)                |
| 27                      | Courtney Sawchuk (défenseur)        | Sherwood Park, Alberta            | Chimos d'Edmonton (WWHL)                          |
| 33                      | Colleen Olsen (attaquante)          | Sherwood Park, Alberta            | Chimos d'Edmonton (WWHL)                          |
| 39                      | Jill Kern                           |                                   |                                                   |
| 45                      | Brittaney Maschmeyer (défenseur)    | Bruderheim, Alberta               | Skating Saints de St. Lawrence (NCAA)             |
| 51                      | Kaley Hall-Herman (attaquante)      | Calgary, Alberta                  | Rockies de Strathmore (WWHL)                      |
| 62                      | Sam Hunt (attaquante)               | Calgary, Alberta                  | Raiders de Colgate                                |
| 64                      | Kelsey Webster (défenseur)          | Duncan, Colombie-Britannique      | Rockies de Strathmore (WWHL)                      |
| 66                      | Karlee Overguard (attaquante)       | Sundre, Alberta                   | Big Red de Cornell                                |
| 68                      | Katie Stewart (attaquante)          | Exeter, Ontario                   | Big Red de Cornell                                |
| 70                      | Jenna Cunningham (attaquante)       | Medicine Hat, Alberta             | Big Green de Dartmouth                            |
| 72                      | Amber Overguard (attaquante)        | Sundre, Alberta                   | Big Red de Cornell                                |
| 74                      | Erin Duggan (défenseur)             | Beaumont, Alberta                 | Bulldogs de Yale (NCAA)                           |
| 76                      | Dana Vinge (gardienne de but)       | Edmonton, Alberta                 | Golden Bears et Pandas de l'Alberta (U Sports)    |
| 78                      | Ashley Cockell (attaquante)         | Fort Assiniboine, Alberta         | Lakers de Mercyhurst (NCAA)                       |
| 80                      | Carrie Olsen (défenseur)            | Calgary, Alberta                  | Queens du Collège Red Deer                        |
| 82                      | Taryn Peacock (attaquante)          | Calgary, Alberta                  | Rockies de Strathmore (WWHL)                      |
| 84                      | Larissa Roche (attaquante)          | Thorhild, Alberta                 | Big Green de Dartmouth                            |
| 85                      | Kelsey MacMillan (attaquante)       | Sherwood Park, Alberta            | Ooks du Northern Alberta Institute of Technology  |
| 86                      | Lundy Day (gardienne de but)        | Calgary, Alberta                  | Rockies de Strathmore (WWHL)                      |
| 87                      | Mia Mucci (attaquante)              | Canmore, Alberta                  | Golden Bears et Pandas de l'Université d'Alberta  |
| 88                      | Amanda Nonis (attaquante)           | Brampton (Ontario), Ontario       | Valiants du Collège Manhattanville                |
| 89                      | Kendra Chisholm (gardienne de but)  | Sherwood Park, Alberta            | Knights de l'Université Neumann                   |
| 90                      | Tara Swanson (défenseur)            | Wetaskiwin, Alberta               | Chimos d'Edmonton (WWHL)                          |
| 91                      | Becky Irvine (attaquante)           | Halifax, Nouvelle-Écosse          | Raiders de Colgate (NCAA)                         |
| 92                      | Seyara Shwetz (défenseur)           | Waskatenau, Alberta               | Huskies de l'université Saint Mary (NCAA)         |
| 93                      | Kaley Herman (gardienne de but)     | Weyburn, Saskatchewan             | Wildcats du New Hampshire (NCAA)                  |
| 94                      | Nicole Symington (attaquante)       | Burlington (Ontario), Ontario     | Bulldogs de l'Université Yale (NCAA)              |
| 95                      | Carli Clemis (gardienne de but)     | Taber (Alberta)                   | Big Green de Dartmouth (NCAA)                     |
| 96                      | Amanda Squire (gardienne de but)    | Comox, Colombie Britannique       | Cougars de l'Université Mount Royal               |
| 97                      | Jennifer Moe (attaquante)           | Bonnyville, Alberta               | Dinos de Calgary (U Sports)                       |
| 98                      | Lindsay Robinson (attaquante)       | Edmonton, Alberta                 | Chimos d'Edmonton (WWHL)                          |
| 99                      | Kristin Miyauchi (attaquante)       | Calgary, Alberta                  | Trojans de SAIT Polytechnic                       |
| 100                     | Lauren Chiswell (attaquante)        | Edmonton, Alberta                 | Chimos d'Edmonton (WWHL)                          |
| 101                     | Kristen Sugiyama (gardienne de but) | Edmonton, Alberta                 | Griffins de l'Université Grant MacEwen            |
| 102                     | Laura Dostaler (attaquante)         | Beaumont                          | Chimos d'Edmonton (WWHL)                          |
| 103                     | Danielle MacDougall (attaquante)    | Sherwood Park, Alberta            | Huskies de l'Université Saint Mary (NCAA)         |
| 104                     | Kelly Godel (attaquante)            | Hythe, Alberta                    | Pandas de l'université d'Alberta                  |
| 105                     | Jill Barber (attaquante)            | Irma, Alberta                     | Griffins de l'Université Grant MacEwan            |
| 106                     | Danielle Boyce (attaquante)         | Summerside, Île-du-Prince-Édouard | Dinos de Calgary                                  |
| 107                     | Kendal Jurista (attaquante)         | Kamloops, Colombie britannique    | Ooks du Northern Alberta Institute of Technology  |
| 108                     | Bret Seaton (attaquante)            | Brooks, Alberta                   | Trojans de SAIT Polytechnic                       |
| 109                     | Georgia Moore (attaquante)          | Melbourne, Australie              | Trojans de SAIT Polytechnic                       |
| 110                     | Alanna McMullen (défenseur)         | Calgary, Alberta                  | Bengals du Buffalo State College                  |
| 111                     | Christina Ashley                    | Stirling, Ontario                 | Mounties de l'université Mount Allison (U Sports) |
| 112                     | Jenna Ouellette (attaquante)        | Winnipeg, Manitoba                | Black Bears du Maine (NCAA)                       |

Un camp de sélection se déroule ensuite en septembre 2011. Puis quelques matchs de pré-saison sont utilisés comme outil d'évaluation finale afin d'obtenir la liste de l'effectif le 3 octobre. Le mois d'octobre se concentre sur deux week-ends avec des matchs amicaux hors-saison contre les Dinos de Calgary à Calgary et les Griffins de MacEwan à Edmonton
Le 28 octobre, les Inferno jouent leur première match en LCHF contre les Barracudas de Burlington, Laura Dostaler marque le premier but de l'histoire de l'équipe dans une victoire 4-2. Les autres buts sont marqués par Meghan Hunter, Jenna Cunningham et Courtney Sawchuk.
Après deux ans sans nom officiel, l'équipe est présentée en 2013 comme les Inferno de Calgary dans la patinoire Scotiabank Saddledome des Flames de Calgary à la suite de la naissance de leur partenariat,. À partir de la saison 2013-2014, il est annoncé que l’ensemble des matchs des Inferno sera retransmis en direct sur la chaine PCSN.tv
Le 2 février 2014, Danielle Stone bat simultanément deux records dans l'histoire de la franchise. Premièrement, elle dépasse le score de Samantha Hunt concernant le maximum de points inscrit en une seule saison, passant de 14 à 15 lors de la victoire contre les Stars de Montréal. Dans ce même match, elle dépasse le record du maximum de point inscrit en une saison par une nouvelle joueuse. Toujours au cours du même match, Jessica Wong marque un but, lui donnant 7 points dans les 5 premiers matchs de sa carrière en LCHF, ce qui représente également un nouveau record pour les Inferno.
Lors de la saison 2015-2016, les Inferno de Calgary arrivent pour la première fois en finale des séries éliminatoires de la LCHF pour affronter les Canadiennes de Montréal, grandes favorites avec déjà six participations en finale et la première place en saison régulière. Contre toute attente, Calgary s'impose avec deux buts et une prestation de 38 arrêts par la gardienne Delayne Brian. C'est la première fois qu'une finale de coupe Clarkson est disputé dans une patinoire de Ligue nationale de hockey, au Centre Canadian Tire situé à Ottawa, entrainant une fréquentation de plus de 4 000 personnes,.
Pour la saison 2018-2019, l'équipe signe plusieurs joueuses olympiques telles que la jeune gardienne Alex Rigsby ou encore Brianna Decker et Kacey Bellamy qui jouait auparavant dans la Ligue nationale de hockey féminin américaine. Ce rafraichissement de l'équipe lui réussie puisqu'elle finit première de la saison régulière, avec uniquement 5 défaites et le prix de la meilleure gardienne de la saison revient à Rigsby. En suivant, l'Inferno élimine Toronto en séries pour terminer en finale contre les Canadiennes et décroche une deuxième Coupe Clarkson sur le score de 5 à 2.

#### Joueuses notables de l'équipe

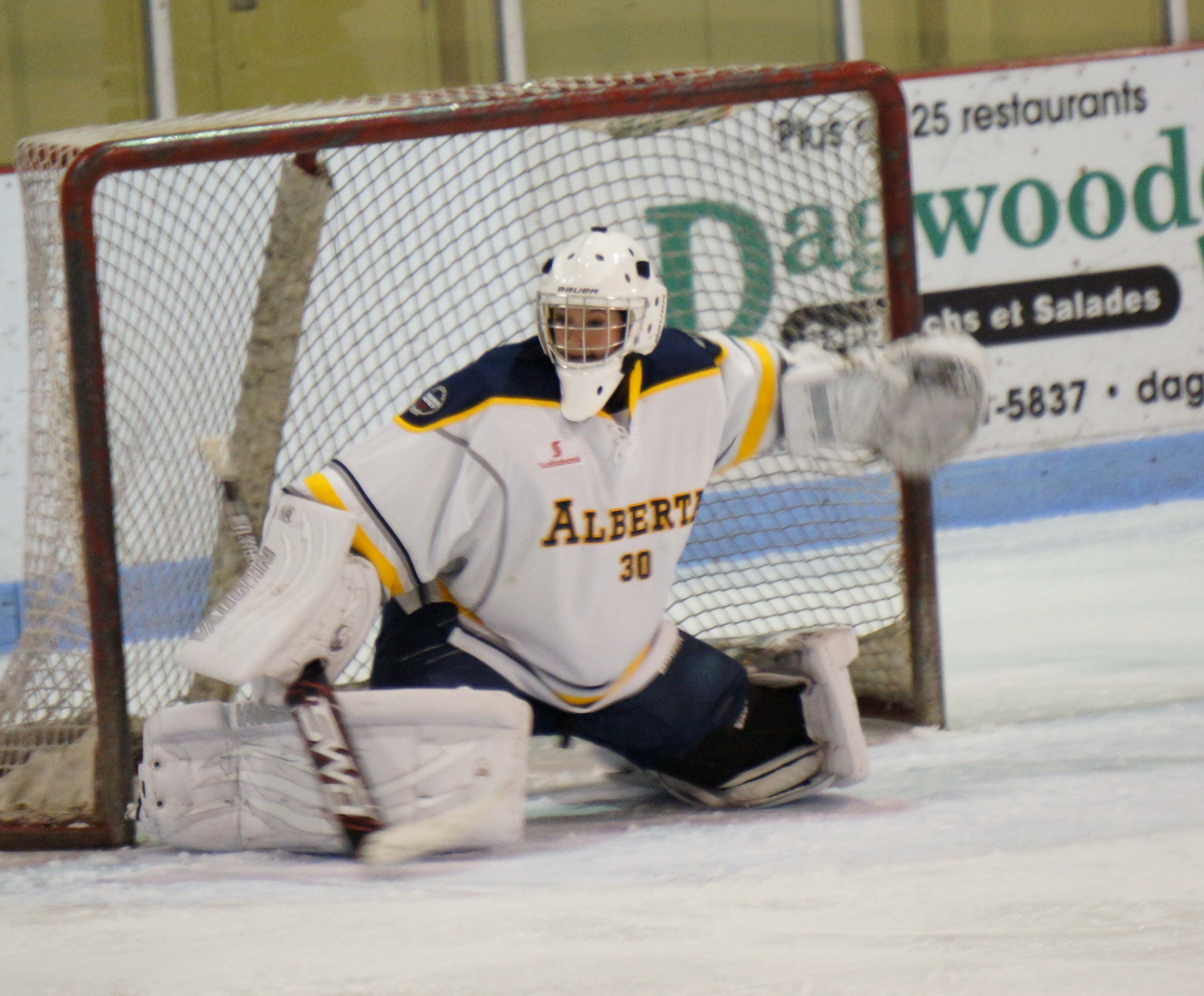
La gardienne Lundy day.

## Bilan par saisons
| Saison    | PJ | V  | VP | D | BP  | BC | Pts | Classement  | Séries éliminatoires                                   |
| --------- | -- | -- | -- | - | --- | -- | --- | ----------- | ------------------------------------------------------ |
| 2011-2012 | 15 | 5  | 10 | 0 | 38  | 66 | 20  | Termine 5e  | Non qualifié                                           |
| 2012-2013 | 24 | 3  | 21 | 0 | 30  | 86 | 6   | Termine 5e  | Non qualifié                                           |
| 2013-2014 | 24 | 12 | 11 | 1 | 62  | 70 | 25  | Termine 3e  | Termine 4e des séries                                  |
| 2014-2015 | 24 | 15 | 6  | 3 | 84  | 64 | 33  | Termine 2e  | Termine 3e des séries                                  |
| 2015-2016 | 24 | 16 | 6  | 2 | 97  | 67 | 34  | Termine 1re | Termine 1re des séries Championne de la Coupe Clarkson |
| 2016-2017 | 24 | 20 | 4  | 0 | 100 | 45 | 40  | Termine 1re | Termine 2e des séries                                  |
| 2017-2018 | 28 | 17 | 7  | 4 | 96  | 70 | 38  | Termine 3e  | Termine 3e des séries                                  |
| 2018-2019 | 28 | 23 | 4  | 1 | 111 | 54 | 47  | Termine 1re | Termine 1re des séries Championne de la Coupe Clarkson |

## Personnalités

### Joueuses

#### Effectif actuel
| No    | Nom                | Nat. | Position       | Arrivée                                                               |
| ----- | ------------------ | ---- | -------------- | --------------------------------------------------------------------- |
| +001, | Alex Rigsby        |      | Gardien de but | 2018 - Whitecaps du Minnesota (Indépendante)                          |
| +002, | Laura Dostaler     |      | Attaquante     | 2011 -                                                                |
| +003, | Tori Hickel        |      | Défenseure     | 2018 - Djurgårdens IF (SDHL)                                          |
| +004, | Brigette Lacquette |      | Défenseure     | 2014 - Bulldogs de Minnesota-Duluth (NCAA)                            |
| +005, | Kelly Murray       |      | Défenseure     | 2016 - Thunderbirds de l'UCB (U Sports)                               |
| +006, | Rebecca Johnston   |      | Attaquante     | 2013 - Furies de Toronto (LCHF)                                       |
| +007, | Venla Hovi         |      | Attaquante     | 2018 - Bisons du Manitoba (U Sports)                                  |
| +008, | Erika Kromm – C    |      | Attaquante     | 2011 - Bears de Brown (NCAA)                                          |
| +009, | Dakota Woodworth   |      | Attaquante     | 2017 - Blades de Boston (LCHF)                                        |
| +010, | Rhianna Kurio      |      | Attaquante     | 2013 - Dutchwomen du Union College (NCAA)                             |
| +011, | Eden Murray        |      | Attaquante     | 2018 - Bulldogs de Yale (NCAA)                                        |
| +013, | Kelty Apperson     |      | Attaquante     | 2017 - Tommies de l'université Saint-Thomas (U Sports)                |
| +014, | Brianna Decker     |      | Défenseure     | 2017 - Pride de Boston (LNHF)                                         |
| +016, | Rebecca Leslie     |      | Attaquante     | 2018 - Terriers de Boston (NCAA)                                      |
| +017, | Kaitlin Willoughby |      | Attaquante     | 2018 - Huskies de la Saskatchewan (U Sports)                          |
| +018, | Aina Mizukami      |      | Défenseure     | 2014 - Japon                                                          |
| +019, | Brianne Jenner     |      | Attaquante     | 2015 - Big Red de Cornell (NCAA)                                      |
| +021, | Halli Krzyzaniak   |      | Défenseure     | 2018 - Djurgårdens IF (SDHL)                                          |
| +022, | Kacey Bellamy      |      | Défenseure     | 2018 - Pride de Boston (LNHF)                                         |
| +028, | Louise Warren      |      | Attaquante     | 2014 - Terriers de Boston (NCAA)                                      |
| +033, | Lindsey Post       |      | Gardien de but | 2017 - Pandas de l'Alberta (U Sports)                                 |
| +040, | Blayre Turnbull    |      | Attaquante     | 2015 - Badgers du Wisconsin (NCAA)                                    |
| +041, | Annie Belanger     |      | Gardien de but | 2018 - Huskies du Connecticut (NCAA)                                  |
| +044, | Zoe Hickel         |      | Attaquante     | 2018 - Kulun Red Star (LCHF)                                          |
| +051, | Katelyn Gosling    |      | Défenseure     | 2016 - Western Mustangs de l'université de Western Ontario (U Sports) |

#### Capitaines
- 2011 - 2013 : Chelsea Purcell[19]
- 2013 - 2014 :
- 2014 - 2015 : Kelsey Webster
- 2015 - 2017 : Brianne Jenner
- 2017 - 2018 : Erica Kromm

#### Choix de premier tour
Ce tableau permet de présenter le premier choix de l'équipe lors du repêchage d'entrée de la LCHF qui a lieu chaque année depuis 2010.
| Année | Joueuse             | Choix        | Équipe junior                       |
| ----- | ------------------- | ------------ | ----------------------------------- |
| 2011  | Meaghan Mikkelson   | 3e au total  | Badgers du Wisconsin (NCAA)         |
| 2012  | Hillary Pattenden   | 1er au total | Lakers de Mercyhurst (NCAA)         |
| 2013  | Jessica Wong        | 1er au total | Bulldogs de Minnesota-Duluth (NCAA) |
| 2014  | Sarah Davis         | 3e au total  | Bulldogs de Minnesota-Duluth (NCAA) |
| 2015  | Brianne Jenner      | 4e au total  | Big Red de Cornell (NCAA)           |
| 2016  | Emerance Maschmeyer | 5e au total  |                                     |
| 2017  | Taryn Baumgardt     | 5e au total  | Bobcats de Quinnipiac (NCAA)        |
| 2018  | Halli Krzyzaniak    | 4e au total  | Djurgårdens IF (SDHL)               |

### Dirigeants

#### Entraineurs-chefs
- 2011 - 2012 : Jason Schmidt
- 2012 - 2014 : Tim Bothwell
- 2014 - 2015 : Kevin Haller
- 2015 - 2017 : Scott Reid
- 2017 - 2018 : Tomas Pacina
- 2018 - En cours : Shannon Miller[20]

#### Directeurs généraux
| N° | Nom                                    | Engagement | Départ   | Remarques                                                |
| -- | -------------------------------------- | ---------- | -------- | -------------------------------------------------------- |
| 1  | Samantha Holmes-Domagala & Matt Appelt | 2011       | 2012     |                                                          |
| 2  | Chantal Champagne                      | 2012       | 2016     | Remporte la 1er coupe Clarkson de l'histoire de l'équipe |
| 3  | Jeff Stevenson                         | 2016       | 2017     |                                                          |
| 4  | Kristen Hagg                           | 2017       | En cours | Remporte la seconde coupe Clarkson du club               |